# Микільська Слобідка (станція)
Микільська Слобідка (до 1974 — Вигурівщина; в 1974—2024 — Київ-Дніпровський) — проміжна залізнична станція Київського залізничного вузла Південно-Західної залізниці на лінії Святошин — Дарниця між зупинними пунктами Воскресенка та Лівобережна. Розташована у Дніпровському районі Києва, за адресою: проспект Георгія Нарбута, 15, також має вихід до парку Перемога, вулиці Пантелеймона Куліша та Лівобережного масиву.

## Історія
Лінію Святошин — Дарниця, на якій знаходиться залізнична станція, почали будувати у 1914—1915 роках, як частину стратегічної кільцевої лінії навколо Києва. У 1929 році було завершено будівництво кільцевої лінії. Не пізніше 1931 року відкрито станцію, яка спершу мала назви — роз'їзд Микільська Слобідка та Вигурівщина, а в 1974 році перейменована на Київ-Дніпровський.
У середині 1970-х років на залізничній станції Київ-Дніпровський був побудований відстійник для туристичних поїздів. До нього був прокладений заїзд з боку Броварського проспекту і автобуси з туристами мали можливість під'їжджати практично до поїздів. На станції була облаштована автостоянка на 10 автобусів.
Стоянка туристичних поїздів передбачала, що поїзд не просто здійснив висадку пасажирів (може забиратись у депо), а якщо місто досить велике і цікаве, то за один день ніяк його не оглянути, тож всі дні, коли група на екскурсії, туристичний поїзд, що цю групу привіз — стоїть коло платформ, а ті, хто приїхав на екскурсію — мали можливість у своїх вагонах переночувати. Також поруч з цими платформами була обладнана відповідна інфраструктура — їдальня, пральня, душ/туалети. Попри те, що ночівля в готелях/турбазах для туристів, що прямують на туристичних поїздах також деколи передбачалась, але не завжди, тож пасажири туристичного поїзда мали можливість переночували у вагонах — оскільки на той час у Києві з місцями в готелях було сутужно.
У 2011—2022 роках станція використовувалася виключно як вантажна. Електропоїзди міської електрички прямували через станцію без зупинок, але з березня 2022 року станція знову функціонує для пасажирів.
Відкриття станції Київ-Дніпровський для міської електрички значно покращило транспортне питання для мешканців Микільської Слобідки та зменшило навантаження на інші транспортні вузли. У районі столичного масиву Микільська Слобідка за останні роки побудували декілька житлових комплексів. Населення північної частини масиву Микільська Слобідка збільшилося на декілька тисяч людей. Через це мешканці цього району, а також із Русанівських садів щоденно стикалися з транспортною проблемою.
18 січня 2024 року рішенням Київської міської ради станція Київ-Дніпровський перейменована на Микільську Слобідку.